# Sergio Mattey
Sergio José Mattey Poll (* 20. června 1989) je venezuelský zápasník – judista.

## Sportovní kariéra
Připravuje se v Ciudad Guayana (část Puerto Ordaz) v klubu průmyslového gigantu CVG Venalum povedením Kilmara Campose a Katiusky Santaellaové. Ve venezuelské mužské reprezentaci se pohybuje od roku 2007. Mezi lety 2010 až 2016 startoval v pololehké váze do 66 kg, ve které se na olympijské hry nekvalifikoval. Od roku 2017 přestoupil do vyšší lehké váhy do 73 kg.

## Výsledky
| Turnaj                  | 2007            | 2008            | 2009            | 2010           | 2011           | 2012           | 2013           | 2014           | 2015           | 2016           | 2017  | 2018  |
| Turnaj                  | 18              | 19              | 20              | 21             | 22             | 23             | 24             | 25             | 26             | 27             | 28    | 29    |
| Turnaj                  | muší (sup.leh.) | muší (sup.leh.) | muší (sup.leh.) | pololehká váha | pololehká váha | pololehká váha | pololehká váha | pololehká váha | pololehká váha | pololehká váha | lehká | lehká |
| ----------------------- | --------------- | --------------- | --------------- | -------------- | -------------- | -------------- | -------------- | -------------- | -------------- | -------------- | ----- | ----- |
| Olympijské hry          |                 | —               |                 |                |                | —              |                |                |                | —              |       |       |
| Mistrovství světa       | —               |                 | —               | —              | —              |                | úč.            | úč.            | úč.            |                | —     | —     |
| Panamerické hry         | —               |                 |                 |                | —              |                |                |                | 5.             |                |       |       |
| Panamerické mistrovství | 1.              | —               | —               | —              | —              | —              | úč.            | úč.            | —              | —              | úč.   | úč.   |
| Jihoamerické hry        |                 |                 |                 | —              |                |                |                | 2.             |                |                |       | 3.    |
| Středoamerické a k. hry |                 |                 |                 | —              |                |                |                | 1.             |                |                |       | 3.    |
| Bolívarské hry          |                 |                 | —               |                |                |                | 2.             |                |                |                | 2.    |       |